# Эмансипация евреев
Эмансипа́ция евре́ев — процесс освобождения от ограничений в правах представителей еврейского этноса и иудейского вероисповедания, происходивший в государствах Европы и Америки, а также Османской империи в основном с XVIII века.

## Предыстория
До эмансипации евреи жили в основном замкнуто, обособленно от остального мира, в гетто или отдельных еврейских районах в городах, а также в еврейских местечках. С одной стороны, евреи были сильно ограничены в правах по сравнению с окружающим их христианским или мусульманским населением. С другой стороны, еврейская община являлась замкнутым самоуправляемым организмом. Для евреев многие профессии и занятия были недоступными, включая многие виды государственной службы, офицерское звание на военной службе, академическое образование. Со Средних веков еврейские общины несли коллективную ответственность за сбор некоторых налогов, а в Российской империи — также за набор рекрутов. Кроме того, в Российской империи евреям дозволялось селиться и торговать только в пределах черты оседлости, исключая сельскую местность. Результатом этих ограничений явилась чрезвычайная скученность и нищета в местечках.
Эмансипация была основной целью еврейства Западного мира той эпохи. Это привело к участию евреев в политических движениях за эмансипацию, а также к эмиграции из стран Европы в страны Америки — США, Канаду, Аргентину, Бразилию и другие.
Реакционность некоторых режимов, их нежелание проводить эмансипацию евреев приводило к участию евреев в революционной деятельности против этих режимов, в частности — против российского царизма.

## Идеи
Эмансипация евреев включала гарантирование свободы вероисповедания иудеям, предоставление им гражданства того государства, где они проживали, гарантирование права свободно указывать или не указывать свою национальную принадлежность, пользоваться своим языком и развивать культуру на нём, свободу передвижения и выбора места жительства в пределах государства, в котором они жили и прочие.
Эмансипация происходила в рамках реформ, нацеленных на преобразование устаревших отношений между евреями неевреями в рамках различных государств и сообществ. Источником преобразований были идеи европейского Просвещения. Реформаторы стремились к такому общественно-политическому устройству, при котором статус человека не зависел бы от его происхождения.
В целом для деятелей Просвещения было характерно ослабление религиозной антипатии к евреям, а все проблемы, связанные с ними, рассматривались на светском уровне. Просвещение выработало двоякий взгляд, согласно которому каждый еврей в отдельности признавался полноправным человеком, способным к самосовершенствованию, а евреи как общность казались развращёнными и испорченными многовековой изоляцией и предосудительными занятиями типа мелкой торговли, аренды и ростовщичества.

## Движения за эмансипацию евреев
В первый период, называемый «предвестием эмансипации», продолжавшийся 50 лет перед Великой французской революцией, распространялись идеи, что евреям следует предоставить религиозные, экономические и гражданские права.
Одним из первых теоретиков эмансипации стал британский философ-деист Джон Толанд. В 1714 году он опубликовал книгу «Аргументы в защиту натурализации евреев в Великобритании и Ирландии на одинаковых с другими нациями основах». Его идея была не в предоставлении евреям равноправия, но в облегчении их аккультурации. Он опирался на сочинение венецианского раввина XVII века Симоне (Симха бен Ицхак) Луццатто, который приводил экономические доводы в пользу привлечения евреев в государство.
В 1781 году прусский чиновник Христиан Вильгельм фон Дом опубликовал трактат «О гражданском совершенствовании евреев». По мнению Дома, признаки упадка еврейской расы не являются врождёнными, а порождены столетиями преследований и угнетения. Дискриминацию евреев Дом считал несправедливой, а недостатки, присущие евреям, устранимыми с помощью благоприятного обращения. Исходя из этих положений, он предложил комплекс реформ, в основе которого лежало равноправие евреев с остальными гражданами. Идеи Дома были в русле германской традиции Просвещения (нем. Aufklärung), которая на первое место ставила интересы общества.

## Достижение эмансипации по странам
Процесс перехода евреев от едва терпимого религиозного меньшинства, чья жизнь была ограничена множеством предписаний и запретов, к полному равноправию не мог быть одномоментным и одинаковым в разных странах. Более того, само провозглашение равноправия и его реальное осуществление также различались по времени. Евреи как этнос и иудеи как религиозная группа стали полноправными гражданами/подданными разных государств в разное время:
- 1770—1783 годы — США
- 1791 год — Франция
- 1796 год — Нидерланды
- 1808—1870 годы — часть германских государств
- 1830 год — Греция
- 1832 год — Британская Северная Америка
- 1839 год — Османская империя
- 1849 год — Дания
- 1861—1871 годы — Италия
- 1867 год — Австро-Венгрия
- 1874 год — Швейцария
- 1878 год — Болгария
- 1878 год — Королевство Сербия
- 1890 год — Британская империя
- 1910 год — Испания
- 1917 год — Российская республика
- 1918 год — Германия
- 1923 год — Королевство Румыния

## Последствия эмансипации
Процесс достижения евреями гражданского и политического равноправия стимулировал новые страхи и опасения, квинтэссенцией которых стали антисемитские теории заговора типа Протоколов сионских мудрецов.